# Herpsilochmus motacilloides
A Herpsilochmus motacilloides a madarak osztályának verébalakúak (Passeriformes) rendjébe és a hangyászmadárfélék (Thamnophilidae) családjába tartozó faj.

## Rendszerezése
A fajt Wladyslaw Taczanowski lengyel zoológus írta le 1874-ben.

## Előfordulása
Az Andok hegység keleti részén, Peru területén honos. Természetes élőhelyei a szubtrópusi vagy trópusi hegyi esőerdők. Állandó, nem vonuló faj.

## Megjelenése
Testhossza 12 centiméter.

## Életmódja
Valószínűleg rovarokkal és pókokkal táplálkozik.

## Természetvédelmi helyzete
Az elterjedési területe nem nagy és csökken, egyedszáma szintén csökken.  A Természetvédelmi Világszövetség Vörös listáján mérsékelten fenyegetett fajként szerepel.